# Giants Gaming
Giants, también conocido como Giants Gaming, y anteriormente Vodafone Giants, es una organización dedicada a los deportes electrónicos (esports) fundada en 2008 y con sede en Málaga, España. Entre los videojuegos en los que ha competido o compite la organización se encuentran League of Legends, Valorant, Counter-Strike: Global Offensive, Tom Clancy's Rainbow Six: Siege, Rocket League, Pokémon, Call of Duty,  Fortnite, FIFA, y varios juegos de lucha.

## Counter-Strike: Global Offensive
Giants tenía una sección de CS:GO compuesta por jugadores portugueses que jugaban principalmente en el sistema de ligas ESEA y torneos ibéricos. En junio de 2020 se anunció la compra del club de esports español x6tence y con este su división de CS:GO. Finalmente el 20 de diciembre de 2020 Giants decidió cerrar el equipo masculino, manteniendo el femenino y x6tence.
| Última plantilla de Giants en CS:GO | Última plantilla de Giants en CS:GO | Última plantilla de Giants en CS:GO | Última plantilla de Giants en CS:GO | Última plantilla de Giants en CS:GO |
| Nacionalidad                        | Alias                               | Nombre                              | Rol                                 |                                     |
| ----------------------------------- | ----------------------------------- | ----------------------------------- | ----------------------------------- | ----------------------------------- |
| Portugal                            | fox                                 | Ricardo Pacheco                     | Jugador                             |                                     |
| Portugal                            | NOPEEj                              | Filipe Dias                         | Jugador                             |                                     |
| Portugal                            | RIZZZ                               | Rui Lima                            | Jugador                             |                                     |
| Portugal                            | obj                                 | Francisco Ramos                     | Jugador                             |                                     |
| Portugal                            | pr                                  | Paulo Silva                         | Jugador                             |                                     |
| Portugal                            | vsk                                 | Vasco Santos                        | Entrenador                          |                                     |

## League of Legends
El equipo de League of Legends de Giants es el más emblemático y conocido de la organización. En la historia del equipo se encuentra su paso por la EU League of Legends Championship Series (EU LCS), la máxima competición europea, donde estuvo presente durante 7 temporadas. En 2018 la organización perdió su plaza en la League of Legends European Championship (LEC), la nueva liga europea de franquicias que sustituiría la EU LCS para la nueva temporada de 2019. Además, la organización ostenta el mayor número de títulos de la liga española de League of Legends (actualmente conocida como LVP Superliga), con un total de 7.
| Plantilla actual de League of Legends | Plantilla actual de League of Legends | Plantilla actual de League of Legends | Plantilla actual de League of Legends | Plantilla actual de League of Legends |
| Nacionalidad                          | Alias                                 | Nombre                                | Rol                                   |                                       |
| ------------------------------------- | ------------------------------------- | ------------------------------------- | ------------------------------------- | ------------------------------------- |
| España                                | Th3Antonio                            | Antonio Espinosa                      | Toplaner                              |                                       |
| Rumania                               | Xerxe                                 | Andrei Dragomir                       | Jungler                               |                                       |
| Francia                               | Decay                                 | Nicolas Gawron                        | Midlaner                              |                                       |
| Portugal                              | Attila                                | Amadeu Dias de Carvalho               | AD Carry                              |                                       |
| Rumania                               | whiteinn                              | Alexandru Kolozsvari                  | Support                               |                                       |
| Polonia                               | Vander                                | Oskar Bogdan                          | Support (sustituto)                   |                                       |
| Portugal                              | Guilhoto                              | André Pereira Guilhoto                | Head Coach                            |                                       |

## Tom Clancy's Rainbow Six: Siege
El 8 de agosto de 2019 Giants anunció el fichaje de su primer equipo internacional de Tom Clancy's Rainbow Six: Siege. El equipo de origen europeo ya participaba en la máxima competición continental (Rainbow Six: Siege Pro League - Europe), donde obtuvo una plaza en el Six Major Raleigh que disputó ya como Vodafone Giants y que finalizó entre los 8 primeros.
El 6 de enero de 2020 se anunció la compra por parte de Rogue del equipo de Giants. Poco después de la despedida de su equipo europeo Giants reafirmó su apuesta internacional por Rainbow Six con el fichaje de la plantilla de Aerowolf, campeón regional del sureste asiático (SEA) y semifinalista en las finales de la temporada 10 de la Pro League.
| Plantilla actual de Tom Clancy's Rainbow Six: Siege (internacional) | Plantilla actual de Tom Clancy's Rainbow Six: Siege (internacional) | Plantilla actual de Tom Clancy's Rainbow Six: Siege (internacional) | Plantilla actual de Tom Clancy's Rainbow Six: Siege (internacional) | Plantilla actual de Tom Clancy's Rainbow Six: Siege (internacional) |
| Nacionalidad                                                        | Alias                                                               | Nombre                                                              | Rol                                                                 |                                                                     |
| ------------------------------------------------------------------- | ------------------------------------------------------------------- | ------------------------------------------------------------------- | ------------------------------------------------------------------- | ------------------------------------------------------------------- |
| Singapur                                                            | Lunarmetal                                                          | Glen Surysaputra                                                    | Jugador                                                             |                                                                     |
| Singapur                                                            | Ysaera                                                              | Adrian Wui                                                          | Jugador                                                             |                                                                     |
| Singapur                                                            | HysteRiX                                                            | Jeremy Tan                                                          | Jugador                                                             |                                                                     |
| Singapur                                                            | SpeakEasy                                                           | Matin Yunos                                                         | Jugador                                                             |                                                                     |
| Singapur                                                            | jrdn                                                                | Jordan Cheng                                                        | Jugador                                                             |                                                                     |
| Singapur                                                            | Histoire                                                            | Jose Iman                                                           | Substituto                                                          |                                                                     |
| Reino Unido                                                         | GiG                                                                 | Ellis Hindle                                                        | Entrenador                                                          |                                                                     |

## Juegos de lucha
Giants dispone de varios jugadores en diferentes videojuegos de lucha (también denominados fighting games): Mortal Kombat 11, Tekken 7, Street Fighter V, Dragon Ball FighterZ y Super Smash Bros. Ultimate.
| Plantilla actual de fighting games | Plantilla actual de fighting games | Plantilla actual de fighting games | Plantilla actual de fighting games | Plantilla actual de fighting games |
| Videojuego                         | Nacionalidad                       | Alias                              | Nombre                             |                                    |
| ---------------------------------- | ---------------------------------- | ---------------------------------- | ---------------------------------- | ---------------------------------- |
| Dragon Ball FighterZ               | España                             | Shanks                             | Joan Namay Millones                |                                    |
| Mortal Kombat 11                   | España                             | Fasoll                             | Sebastian De Luca Quiroga          |                                    |
| Tekken 7                           | España                             | Caiper                             | José María Maté Moreno             |                                    |
| Street Fighter V                   | España                             | VegaPatch                          | Alfonso Martínez Pozo              |                                    |
| Super Smash Bros. Ultimate         | España                             | Sisqui                             | Pau Caire                          |                                    |